# Richard Burgi
Richard William Burgi (Montclair, 30 luglio 1958) è un attore statunitense.

## Biografia
Dopo aver lavorato come operaio, inizia la sua carriera a metà anni ottanta, partecipando alle soap opera Destini, dove interpreta Chad Rollo e Così gira il mondo nel ruolo di Glenn Harrington. Era stato preso in considerazione per interpretare Barry Allen nella serie tv Flash, ruolo poi andato a John Wesley Shipp. Partecipa a diversi episodi serie tv come Matlock, Seinfeld, Il tocco di un angelo.
Dal 1994 al 1996 recita al fianco di Cheryl Ladd nella serie televisiva Hawaii missione speciale (One West Waikiki), mentre dal 1996 al 1999 è il protagonista della serie tv Sentinel, dove interpreta il Detective Jim Ellison, dotato di spiccate capacità sensoriali che lo rendono una sorta di "segugio" o, appunto, sentinella. Nel 2001 prende parte ad alcuni episodi della serie tv 24 e successivamente alle serie Las Vegas e Desperate Housewives dove interpreta Karl Mayer, ex marito di una delle protagoniste.
Nel 2010 partecipa in un episodio della serie Lie to Me recitando il ruolo del Governatore della Virginia.
Nell'anno 2011 è entrato nel cast della serie Chuck, nel ruolo dell'agente della CIA Clyde Decker, e sempre nello stesso anno ha partecipato in un episodio della serie I signori della fuga. Nel 2012 nella serie One Tree Hill interpreta anche il padre di Brooke Davis, apparso per la prima volta in nove stagioni e partecipa all'episodio 4x08 di Castle come comparsa. Appare anche in un episodio di Devious Maids dove interpreta il fratello di Genevieve Delatour (Susan Lucci).
Per il cinema ha preso parte ai film: Starship Troopers 2 - Eroi della federazione, Cellular con Kim Basinger, Harper's Island, In Her Shoes - Se fossi lei con Cameron Diaz e Toni Collette, Dick e Jane - Operazione furto con Jim Carrey e Téa Leoni e Hostel: Part II di Eli Roth.
Nel 2008 ha interpretato un demone nella serie televisiva Reaper - In missione per il Diavolo nel 2009 un cameo nel remake Venerdì 13. Nel 2013, ha recitato in Devious Maids, dove ha interpretato il ruolo del fratello di Genevieve Delatour (Susan Lucci).

## Vita privata
Burgi è stato sposato con Lori Kahn dal 1995 al 2011, quando divorziarono. Burgi e la Kahn hanno due figli: Jack, nato l'8 dicembre 1996, e Samuel, nato il 15 agosto 2000. Burgi si è risposato con Liliana Lopez nel febbraio 2012.

## Filmografia

### Cinema
- Conti in sospeso, regia di Anthony Hickox (1995)
- Starship Troopers 2 - Eroi della federazione, regia di Phil Tippett (2004)
- Cellular, regia di David R. Ellis (2004)
- Decoys, regia di Matthew Hastings (2004)
- In Her Shoes - Se fossi lei, regia di Curtis Hanson (2005)
- Dick & Jane - Operazione furto, regia di Dean Parisot (2005)
- Hostel: Part II, regia di Eli Roth (2007)
- Christmas Cottage (Thomas Kinkade's Christmas Cottage), regia di Michael Campus (2008)
- Venerdì 13, regia di Marcus Nispel (2009)
- The Green Inferno, regia di Eli Roth (2013)
- Super Eruption, regia di Matt Codd (2011)
- Fatal Instinct, regia di Luciano Saber (2014)
- Terapia mortale (Patient Killer), regia di Casper Van Dien (2014)
- The 2nd - Uno contro tutti (The 2nd), regia di Brian Skiba (2020)

### Televisione
- Seinfeld – serie TV, 1 episodio (1994)
- It's True! - serie TV, 1 episodio (1998)
- Sentinel – serie TV (1996-1999)
- L'atelier di Veronica – serie TV, 1 episodio (2000)
- Just Shoot Me! – serie TV, 1 episodio (2000)
- The District – serie TV, 11 episodi (2000-2003)
- L'isola dei segreti, regia di Michael M. Robin (2001) – film TV
- 24 – serie TV, 11 episodi (2001-2002)
- CSI - Scena del crimine – serie TV, 1 episodio (2002)
- Firefly – serie TV, episodio 1x13 (2003)
- Desperate Housewives – serie TV, 45 episodi (2004-2012)
- Darklight, regia di Bill Platt (2004) – film TV
- La scelta, regia di Stuart Alexander (2004) – film TV
- Point Pleasant – serie TV (2005)
- Big Shots – serie TV, 1 episodio (2007)
- Shark - Giustizia a tutti i costi – serie TV, episodio 2x03 (2007)
- Las Vegas – serie TV, 4 episodi (2007)
- Reaper - In missione per il Diavolo – serie TV, 1 episodio (2008)
- Knight Rider – serie TV, episodio 1x12 (2008)
- Harper's Island – serie TV, 6 episodi (2009)
- Nip/Tuck – serie TV, episodio 5x21 (2009)
- Lie to Me – serie TV, episodio 2x17 (2010)
- Super Eruption , regia di Matt Codd (2011) – film TV
- Frammenti di follia , regia di Norma Bailey (2011) – film TV
- Chuck – serie TV, 4 episodi (2011)
- Hot in Cleveland – serie TV, episodio 2x13 (2011)
- I signori della fuga – serie TV, episodio 1x09 (2011)
- The Glades – serie TV, episodio 2x07 (2011)
- Castle - serie TV, episodio 4x08 (2011)
- Tornado F6 - La furia del vento, regia di Peter Sullivan (2012) – film TV
- One Tree Hill – serie TV, 4 episodi (2012)
- CSI: Miami – serie TV, 1 episodio (2012)
- Blue Bloods – serie TV, episodio 3x02 (2012)
- Burn Notice - Duro a morire – serie TV, episodio 6x07 (2012)
- Body of Proof – serie TV, 6 episodi (2012-2013)
- Devious Maids - Panni sporchi a Beverly Hills – serie TV, episodio 1x04 (2013)
- Hawaii Five-0 – serie TV, episodio 4x22 (2014)
- Il mistero dei teschi di cristallo, regia di Todor Chapkanov (2014) – film TV
- L'amore dietro la maschera, regia di Graeme Campbell (2014) – film TV
- Rush Hour – serie TV, episodio 1x11 (2016)
- Grand Hotel – serie TV, 2 episodi (2019)
- Febbre d'amore (The Young and the Restless) – serial TV, 62 puntate (2021)

## Doppiatori italiani
Nelle versioni in italiano delle opere in cui ha recitato, Richard Burgi è stato doppiato da:
- Luca Ward in Darklight, Hostel : Part II, Sentinel, 24, Reaper - in missione per il diavolo, The District, Frammenti di follia, Devious Maids
- Vittorio Guerrieri in Hawaii Missione Speciale, Burn Notice - Duro a morire, The Green Inferno, Grand Hotel
- Fabrizio Pucci in I signori della fuga, The Glades, One Three Hill, Lie To Me
- Francesco Pannofino in Desperate Housewives - I Segreti di Wisteria Lane, Starship Troopers 2 - Eroi della federazione
- Romano Malaspina in Viper
- Massimo Lodolo in CSI: Scena del crimine
- Gino La Monica in CSI: Miami
- Sergio Lucchetti in Cellular
- Fabrizio Temperini in Harper's Island
- Massimo Rinaldi in In her shoes - Se fossi lei
- Mario Cordova in Point Pleasant, Fatal Instinct
- Roberto Chevalier in Dick & Jane - Operazione furto
- Stefano Alessandroni in Chuck
- Donato Sbodio in Nip/Tuck
- Gaetano Varcasia in Blue Bloods
- Nino D'Agata in NCIS - Unità anticrimine
- Antonio Palumbo in Castle
- Roberto Pedicini in Venerdi 13
- Edoardo Siravo in Body of Proof